# تکتوریدین
تکتوریدین (به انگلیسی: Tectoridin) با فرمول شیمیایی C۲۲H۲۲O۱۱ یک ترکیب شیمیایی با شناسه پاب‌کم ۵۲۸۱۸۱۰ است؛ که جرم مولی آن ۴۶۲٫۴۰ g/mol می‌باشد.